# Comuna Orane, Ivankiv
Orane (în ucraineană Оране) este o comună în raionul Ivankiv, regiunea Kiev, Ucraina, formată din satele Hoceva, Orane (reședința) și Stepanivka.

## Demografie
Componența lingvistică a comunei Orane
     Ucraineană (96,83%)
     Rusă (2,72%)
     Alte limbi (0,34%)
Conform recensământului din 2001, majoritatea populației comunei Orane era vorbitoare de ucraineană (96,83%), existând în minoritate și vorbitori de rusă (2,72%).